# أندرسون إسبينوزا
أندرسون إسبينوزا (بالإسبانية: Anderson José Espinoza Dominguez) هو لاعب كرة قاعدة فنزويلي، ولد في 9 مارس 1998 في كاراكاس في فنزويلا.

## وصلات خارجية
- أندرسون إسبينوزا على موقع دوري كرة القاعدة الرئيسي (الإنجليزية)
- أندرسون إسبينوزا على موقع الدوري الياباني لكرة القاعدة (الإنجليزية)
- أندرسون إسبينوزا على موقعبيزبول رفرنس.كوم (الدوري الثانوي) (الإنجليزية)
- أندرسون إسبينوزا على موقع إي إس بي إن.كوم (أم.أل.بي) (الإنجليزية)
- أندرسون إسبينوزا على موقع مشجعي الرسوم البيانية (الإنجليزية)